# Nguyễn Đệ
Nguyễn Đệ (1928-1998) quê ở xóm Bàn Thạch, xã Võ Liệt, huyện Thanh Chương, tỉnh Nghệ An. Là Trung tướng Quân đội nhân dân Việt Nam, Anh hùng Lực lượng vũ trang nhân dân, nguyên Ủy viên Ban Chấp hành Trung ương Đảng khóa VII, Tư lệnh Quân khu 9, ông còn có tên gọi khác là Ba Trung.

## Tiểu sử
Ông sinh ra trong một gia đình nghèo, sớm mồ côi cha mẹ. Vì cuộc sống khó khăn nên ông vào miền Nam.
Tháng 6 năm 1945, lúc ông 17 tuổi, được giác ngộ, ông tham gia cách mạng và gia nhập quân đội, trưởng thành từ Thủ lĩnh Thanh niên tiền phong xã Phước Thiền, Long Thành, Đồng Nai đến năm 1947 ông làm Đội trưởng Đội Quyết tử Bà Rịa.
Từ tháng 10 năm 1947 đến năm 1954 ông làm Trung đội trưởng, Chính trị viên Đại đội 3568 thuộc Trung đoàn 397 và Chính trị viên Huyện đội Long Điền, Bà Rịa.
Năm 1954 đến năm 1960, ông tập kết ra Bắc, sau đó trở lại chiến trường miền Nam. Từ năm 1960 đến năm 1962 ông làm Phó Ban Quân sự kiêm Tham mưu trưởng Quân khu 9.
Từ năm 1962 đến 1964 ông được tăng cường về Cà Mau giữ chức Tiểu đoàn trưởng Tiểu đoàn 309 (Tiểu đoàn U Minh)
Từ năm 1964 đến năm 1968 ông giữ các chức vụ: Trung đoàn phó Trung đoàn 2, Trung đoàn phó Trung đoàn 1 kiêm Tiểu đoàn trưởng Tiểu đoàn 306, Chỉ huy phó kiêm Tham mưu trưởng Mặt trận Vĩnh - Trà (Vĩnh Long - Trà Vinh ngày nay), Trung đoàn trưởng đầu tiên của Trung đoàn 3 (Trung đoàn Cửu Long). Năm 1968, trong Tổng tiến công và nổi dậy Xuân Mậu Thân, ông chỉ huy Mặt trận Vĩnh Long - Trà Vinh, chỉ huy lực lượng đánh chiếm và làm chủ thị xã Vĩnh Long trong 6 ngày.
Tháng 01 năm 1960 đến năm 1970 ông giữ chức Tham mưu phó Quân khu 9, Chỉ huy trưởng Mặt trận Vĩnh - Trà. 
Năm 1970 ông giữ chức Tư lệnh phó Quân khu, Chỉ huy trưởng Bộ Chỉ huy trọng điểm Vĩnh - Trà. Năm 1970 – 1975, trên chiến trường Vĩnh Long - Trà Vinh, quân Việt Nam Cộng hòa tập trung đánh phá ác liệt, Nguyễn Đệ chỉ huy đơn vị phối hợp cùng lực lượng vũ trang địa phương vừa đánh trả vừa xây dựng lực lượng, mở rộng vùng giải phóng, tạo đà cho lực lượng quân khu chiếm trở lại. Năm 1970, ông chỉ huy Trung đoàn 3 tổ chức lại lực lượng, kết hợp với lực lượng vũ trang địa phương đánh Chi khu Càng Long, đánh viện, phá ấp chiến lược An Trường, Huyền Hội, giải phóng được tuyến này.
Tháng 4 và tháng 5 năm 1970, ba huyện Càng Long, Cầu Kè, Trà Ôn diệt được 20 đồn bốt quân lực Việt Nam cộng hòa, cơ bản mở được vùng ruột nam sông Măng Thít. Trung đoàn 3 do ông chỉ huy về đứng ở địa bàn này, tạo thế và lực mở rộng vùng giải phóng, tạo đà cho Quân giải phóng đánh trả quân lực Việt Nam cộng hòa giành thắng lợi to lớn và giải phóng Vĩnh - Trà năm 1975.
Sau 30 tháng 4 năm 1975, ông làm Tỉnh đội trưởng kiêm Chính ủy Tỉnh đội Hậu Giang (nay là thành phố Cần Thơ, tỉnh Sóc Trăng và tỉnh Hậu Giang), Sư đoàn trưởng Sư đoàn 330. Sau khi đi học tại Học viện cấp cao (nay là Học viện Quốc phòng) năm 1979 ông trở về giữ chức vụ Sư đoàn trưởng Sư đoàn 4.
Từ tháng 4 năm 1979 ông giữ chức Phó Tư lệnh Quân khu 9, Tư lệnh Mặt trận 979 chỉ huy các lực lượng chiến đấu bảo vệ biên giới Tây Nam và giúp Cam-pu-chia xây dựng lực lượng trong suốt 10 năm trời.
Năm 1987 - 1997, ông là Ủy viên Ban Chấp hành Trung ương Đảng (Khóa XII), Tư lệnh Quân khu 9.

## Khen thưởng
Ông được Nhà nước trao tặng danh hiệu Anh hùng lực lượng vũ trang nhân dân, Huân chương Độc lập hạng nhất, bốn Huân chương Quân công (hai hạng nhất, một hạng nhì, một hạng ba), chín Huân chương Chiến công (sáu hạng nhất, một hạng nhì, hai hạng ba), hai Huân chương Kháng chiến (hạng nhất), ba Huân chương Giải phóng (hạng Nhất, Nhì, Ba), hai danh hiệu Dũng sĩ Quyết thắng, Huy chương Thành đồng Nam Bộ, Huy hiệu Hồ Chủ tịch, Huy hiệu 50 năm tuổi Đảng, Huân chương Hữu nghị, Huân chương Vì sự nghiệp xây dựng đất nước của Vương quốc Campuchia cùng nhiều phần thưởng cao quý khác.